# Moonrise (italienische Band)
Moonrise ist eine italienische Melodic-Death-Metal-Band aus Padua, die 1999 gegründet wurde.

## Geschichte
Die Band wurde im Jahr 1999 von den Gitarristen Gabriele Zanin und Fabio Varotto, dem Bassisten Marco Morandin, dem Sänger Marco Beltrame und dem Schlagzeuger Fabio Sgarbossa gegründet. Im Jahr 2001 erschien ein erstes, selbstproduziertes Demo unter dem Namen The Light Inside. Danach verließ Sgarbossa die Besetzung. Im Jahr 2003 kam Mirko Pigozzo als neuer Schlagzeuger hinzu, woraufhin im Hate Studio in Rosà das zweite Demo After the Sunset aufgenommen wurde. 2005 stieß Davide Silvestri als Gitarrist dazu, im folgenden Jahr verließ Pigozzo die Besetzung, woraufhin 2007 Fabio Bacchin als neuer Schlagzeuger hinzugefügt wurde. 2008 war das Lied Angel Above the Grave auf dem Sampler Eons of Revolution von WOM Records zu hören. Im Jahr 2009 begannen die Aufnahmen zum Debütalbum, die nach einiger Verzögerung im Oktober 2010 im Hate Studio beendet wurden. Im Januar 2011 unterzeichnete die Gruppe einen Plattenvertrag bei Punishment 18 Records. Das Album erschien hierüber im selben Jahr unter dem Namen Under the Flight of Crows.

## Stil
Corrado Penasso von estatica.it ordnete die Gruppe in seiner Rezension zu Under the Flight of Crows dem Melodic Death Metal zu. Auch metalkingdom.net fand diese Bezeichnung für die Gruppe zutreffend.

## Diskografie
- 2001: The Light Inside (Demo, Eigenveröffentlichung)
- 2003: After the Sunset (Demo, Eigenveröffentlichung)
- 2011: Under the Flight of Crows (Album Punishment 18 Records)